# Mieczysław Gulcz
Mieczysław Gulcz (ur. 14 września 1939 w Dobrzycy, zm. 17 stycznia 2018) – polski ekonomista, profesor doktor habilitowany Wydziału Prawa i Administracji Uniwersytetu im. Adama Mickiewicza w Poznaniu. W 1990 otrzymał tytuł profesora. Prodziekan Wydziału Prawa i Administracji Uniwersytetu Adama Mickiewicza.
Specjalizował się w międzynarodowych stosunkach ekonomicznych, prowadził badania m.in. nad efektem napływu zasobów zewnętrznych do krajów słabiej rozwiniętych. 
Został pochowany na Cmentarzu Junikowo w Poznaniu (pole 2-2-8-4).

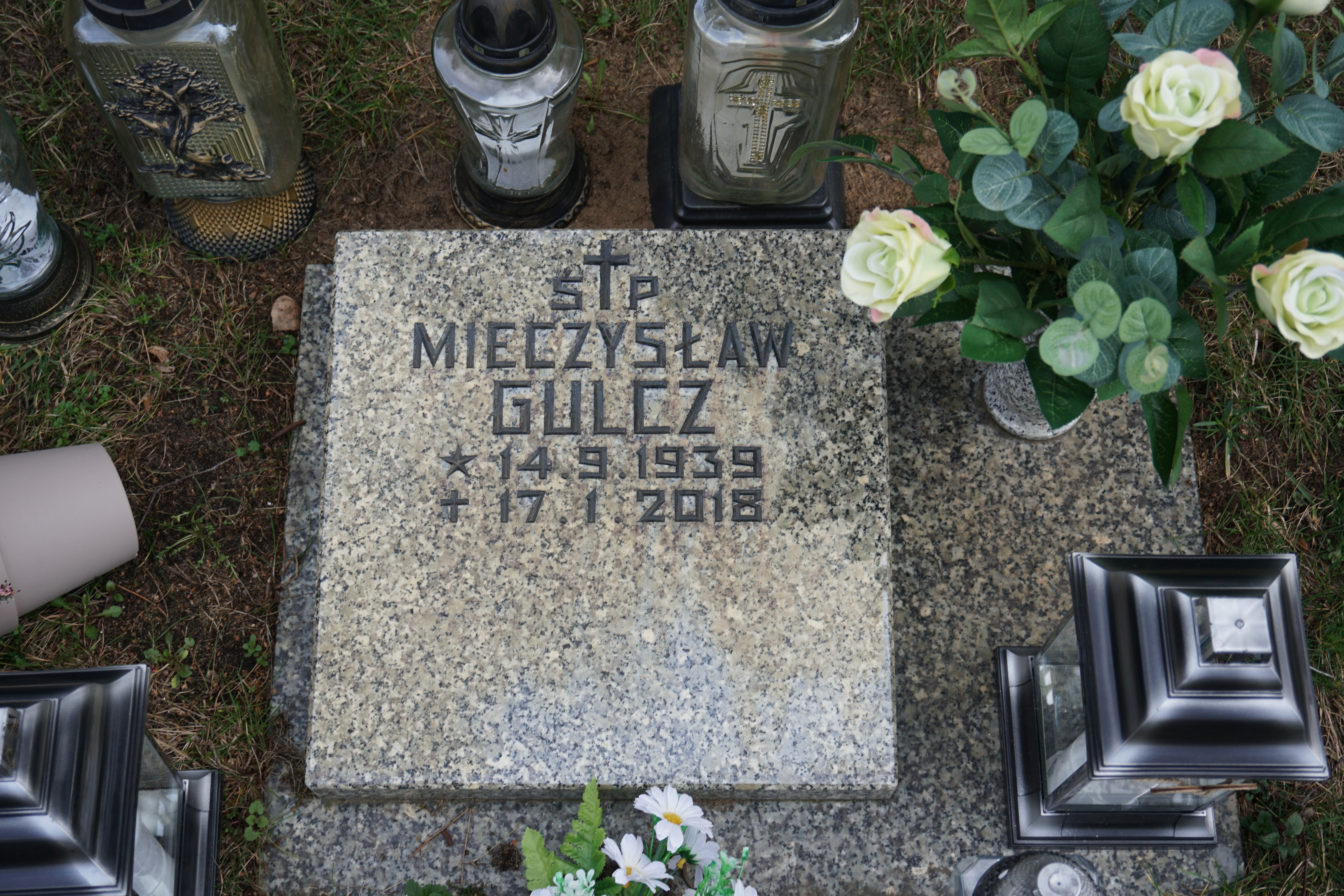
Grób prof. Mieczysława Gulcza na Cmentarzu Junikowskim

## Odznaczenia
- Złoty Krzyż Zasługi
- Krzyż Kawalerski Orderu Odrodzenia Polski.